# Gilafloden

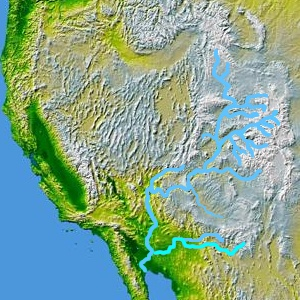
Gilafloden med sitt biflöde Salt River nere till höger.

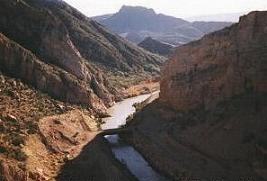
Gilafloden i närheten av Coolidgedammen.

Gilafloden (uttalas med h-ljud. engelska: Gila River, o'odham - de lokala pimaindianernas språk - Hila Akimel) är en flod i sydvästra USA som är 1000 kilometer lång, och rinner från Klippiga bergen i New Mexico genom södra Arizona, och mynnar ut i  Coloradofloden på gränsen till Kalifornien. Mellan år 1848 (Guadalupe Hidalgo-fördraget) och 1853 (Gadsdenköpet) utgjorde floden gräns mellan USA och Mexiko.
Gilafloden är en av världens största ökenfloder. Förr var Gilafloden farbar för små båtar från dess mynning till en bit väster om staden Phoenix i Arizona. Idag är vattenflödet lågt i dess nedre delar liksom i dess största biflöde Salt River, då den används som vattentäkt till konstbevattning och kommunalt vatten. Coolidgedammen i Gilafloden och Rooseveltdammen i Salt River försörjer stora bevattningssystem i torra delar av Kalifornien och Arizona. Från Phoenix till utloppet i Coloradofloden är Gilafloden en tunn rännil eller helt torr, och samma sak gäller nedre delen av Salt River.
Floden rinner upp i Sierra County i västra delen av delstaten New Mexico, på västsluttningen av ett avsnitt av Klippiga bergen som kallas Black Range. Den flyter åt sydväst och passerar nationalparken Gila National Forest och ett område förhistoriska indianska boplatser från mogollonkulturen, Gila Cliff Dwellings National Monument. Floden fortsätter västerut in i Arizona, förbi staden Safford och längs Gila Mountains' sydsluttning. Floden lämnar bergstrakterna och rinner ut i en dal sydost om Phoenix i delstaten Arizona. När den passerar indianreservatet Gila River Indian Reservation är flodfåran torr delar av året, på grund av att vatten tas från floden till konstbevattning och till kommunalt dricksvatten. Öster om Phoenix svänger flodfåran tvärt åt söder längs bergen Gila Bend Mountains och sedan tvärt västerut igen, nära staden Gila Bend. Den flyter sedan åt sydväst, och rinner ut i Coloradofloden nära Yuma.